# IC 3246
IC 3246 ist eine Spiralgalaxie vom Hubble-Typ Sc? im Sternbild Jungfrau am Nordsternhimmel.
Das Objekt wurde am 14. September 1900 von Arnold Schwassmann entdeckt.